# El Plan de la Mariposa
El Plan de la Mariposa est un groupe argentin de rock, originaire de Necochea, Buenos Aires. Máximo, Valentín et Camila sont des triplés et avec leurs frères aînés, Santiago et Sebastián, ils font partie du groupe. Rapidement, des amis les rejoignent et ils deviennent un groupe de neuf musiciens.
Ils sortent leur première démo en 2009, mais au fil du temps, les membres déménagent dans la ville de Buenos Aires. Finalement, ils sortent leur premier album, Brote, en 2011. Aux côtés du producteur artistique Luis Volcoff, ils sortent leur deuxième album, Trance habitante en 2013.

## Histoire

### Débuts et premiers albums (2008–2019)
El Plan de la Mariposa est formé par les cinq frères et sœurs Andersen : les triplés Máximo, Valentín et Camila jouaient respectivement des claviers, de la guitare et du chant. Leurs frères aînés, Santiago et Sebastián, les rejoignent à la guitare et au chant, mais avec une voix plus mature. Santiago se laisse tenter par un vieux violon de grand-mère, tandis que les autres font le tour de l'Amérique latine en portant leurs chansons dans d'autres pays, loin des déjeuners et des dîners familiaux. Ils sont rejoint par des amis : Horacio à la flûte, Emiliano aux percussions, et plus tard Andrés et Julián à la basse et à la batterie, respectivement.
Les débuts du groupe se font au Om Teatro Bar dans la ville de Necochea. Ils sortent leur première démo Pulmones, en 2009, qui comprend 4 chansons : Despertar, Silueta imperfecta, Rico regalo et Si se va. À cette période, Santiago ajoute du chant avec Sebastián (Santiago ne jouant désormais plus que du violon) et des dessins sur la pochette. 
En 2010, El Plan de la Mariposa enregistre sa deuxième démo. Au fil du temps, les membres s'installent dans la ville de Buenos Aires, avec le soutien de la famille de part et d'autre. En 2010, les frères Andersen, Horacio et Emiliano se retrouvent dans un appartement du quartier Congreso de Buenos Aires avec une salle de répétition incluse, ce qui donne lieu à plus de répétitions, d'art, de rythmes, et de lumières. Une première tournée en Patagonie argentine a également lieu. Sur le chemin du retour, le projet d'une deuxième tournée est en cours, cette fois avec un bus loué. Juste avant leur départ, durant l'été 2011, le groupe enregistre un concert au Salón Chez Guegnon qui deviendra leur premier album live. Entre-temps, Pablo Crottogini filme les tournées, dates et autres moments dans les coulisses pour ensuite monter le documentaire Pa'la semilla, qui explique notamment les origines du nom du groupe.  
Le 20 février 2017, ils commencent à enregistrer leur quatrième album, Devorando intensidad, avec Edu Schmidt (ex-Arbol) comme producteur artistique. Le 19 mai de la même année, le premier single, El Riesgo, sort. L'album sort finalement le 30 juin. Au cours de ce mois, ils effectuent également une tournée en Europe, visitant notamment Londres, Berlin, Copenhague, Hambourg, et Prague.

### Derniers albums (depuis 2020)
Leur sixième album, numérique, Estado de enlace, sort le 30 octobre 2020, enregistré et mixé par Facundo Rodríguez aux studios Romaphonic, Quark et Savia, et masterisé par Daniel Ovie, avec une production artistique assurée par les frères Máximo, Sebastián et Valentín Andersen. La pochette de l'album est réalisée par Santiago Andersen, le violoniste du groupe.
En 2021, le septuor sort Enlace en estado vivo, un double album live de leur unique concert en streaming réalisé en novembre 2020, dans le cadre d'une scénographie différente, spécialement conçue pour cette proposition, où l'art dans toutes ses variantes a accompagné la force des chansons, affirmant l'essence créative du projet. Enlace en estado vivo est composé de 22 chansons, réparties sur deux disques de 11 titres. Enregistré et mixé par Santiago McCarthy, le concert est disponible en deux parties sur leur chaîne officielle YouTube à cette période.
Le 27 juillet 2024, le groupe sort son album Correntada.

## Membres
- Sebastián Andersen - voix
- Camila Andersen - voix
- Valentín Andersen - guitare, voix
- Santiago Andersen - violon, guitare
- Máximo Andersen - clavier, accordéon
- Andrés Nor - basse
- Julián Ropero - batterie

## Discographie

### Albums studio
- 2011 : Brote (indépendant)
- 2013 : Trance Habitante (indépendant)
- 2015 : Danza de Antalgia (Savia Records)
- 2017 : Devorando intensidad (Savia Records)
- 2020 : Estado de enlace (Savia Records)
- 2024 : Correntada

## Tournées
- 2011-2013 : Tour Brote
- 2013-2015 : Gira Trance Habitante
- 2015-2017 : Tour Antálgico
- 2017-2019 : Devorando Intensidad Tour
- 2021-2022 : Tour Estado de Enlace
- 2022-2024 : Gira Incandescente
- 2024 : Gira 2024: La Concentración